# 葛桐銜
葛桐銜（？—？），江蘇太倉直隸州嘉定縣人，清朝政治人物。

## 生平
道光二十四年（1844年）甲辰恩科舉人，咸豐三年（1853年）癸丑科進士，欽點翰林院庶吉士，授工部主事，補浙江金華府知府，任武英殿協修官，咸豐九年（1859年）充己未恩科浙江鄉試監試官。